# 3334 Somov
3334 Somov (1981 YR) là một tiểu hành tinh vành đai chính được phát hiện ngày 20 tháng 12 năm 1981 bởi A. Mrkos ở Klet.